# Victoria Starmer
Pour les articles homonymes, voir Starmer.
Victoria Starmer, née Victoria Alexander en 1973 à Londres, est une juriste britannique. Elle est l'épouse de Keir Starmer, Premier ministre du Royaume-Uni depuis juillet 2024.

## Biographie
Victoria Alexander naît à Londres en 1973. Son père, comptable, a des origines juives polonaises et sa mère est médecin.
Elle effectue des études de droit à l'université de Cardiff, puis exerce comme juriste dans un cabinet d'avocats, avant de travailler au National Health Service.
Elle se marie en 2007 avec Keir Starmer, Premier ministre britannique depuis juillet 2024, ce qui fait d'elle l'hôtesse du 10 Downing Street. Le couple a deux enfants. Elle a une sœur prénommée Judith.